# Trypha atriceps
Trypha atriceps là một loài tò vò trong họ Ichneumonidae.